# 斯普林菲尔德 (南卡罗来纳州)
斯普林菲尔德（英文：Springfield），是美国南卡罗来纳州下属的一座城市。城市类型是“Town”。其面积大约为2.4平方英里（6.21平方公里）。根据2010年美国人口普查，该市有人口524人，人口密度约为每平方英里218.52人（约合每平方公里84.37人）。